# Tom Glavine

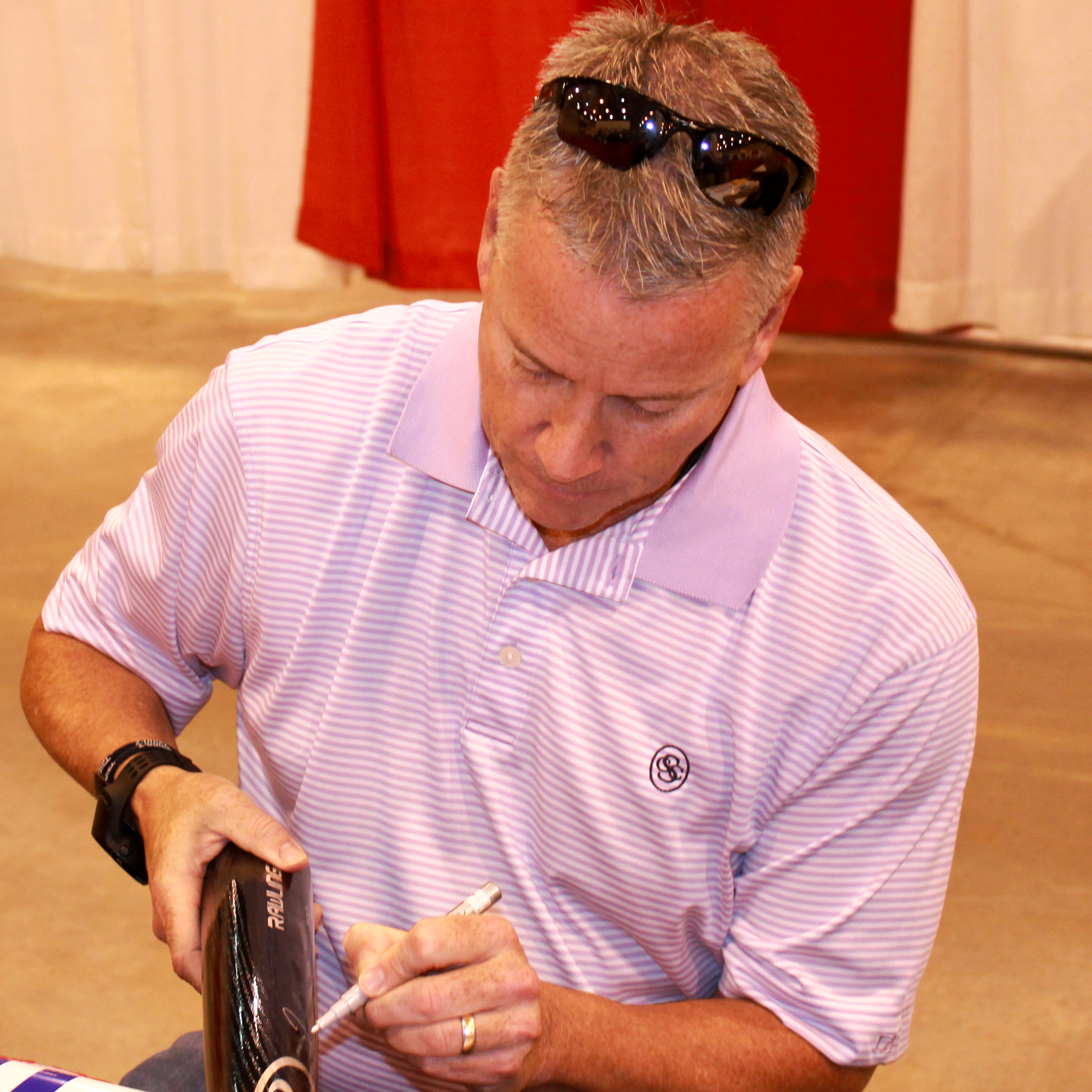
Glavine skriver autografer 2014.

Thomas Michael "Tom" Glavine, född den 25 mars 1966 i Concord i Massachusetts, är en amerikansk före detta professionell basebollspelare som spelade 22 säsonger i Major League Baseball (MLB) 1987-2008. Glavine var vänsterhänt pitcher.
Glavine spelade under större delen av sin karriär för Atlanta Braves. Han vann två gånger (1991 och 1998) Cy Young Award, priset till ligans bästa pitcher, och kom dessutom tvåa i omröstningen två år och trea två år. Han vann fyra gånger Silver Slugger Award, priset till ligans bästa slagman på varje position på planen. Han togs ut till tio all star-matcher och vann sammanlagt 305 matcher, vilket är fjärde flest i MLB:s historia bland vänsterhänta pitchers. I augusti 2010 pensionerades hans tröjnummer 47 av Braves. 2014 valdes han in i Hall of Fame.

## Karriär

### Major League Baseball

#### Atlanta Braves
Glavine gjorde sin MLB-debut för Atlanta Braves 1987. Under 1990-talet utvecklades den tidigare ganska svaga klubben och inledde en storhetsperiod där de från och med 1991 vann sin division 14 år i rad, vilket var nytt MLB-rekord. Glavine var en av stjärnorna och vann 20 matcher eller fler under en säsong under fem av sina säsonger med Braves. 1995 vann Braves World Series och Glavine utsågs till World Series mest värdefulle spelare (MVP).

#### New York Mets
Inför 2003 års säsong lämnade Glavine Braves för divisionsrivalerna New York Mets. Efter ett par relativt svaga säsonger pitchade han effektivt säsongerna 2005 och 2006. Den 5 augusti 2007 vann han sin 300:e match, en milstolpe som bara 22 pitchers nått i MLB:s historia före honom. 2007 gjorde Glavine över huvud taget en ganska bra säsong med Mets, men avslutade säsongen genom att bli utbytt i första inningen i säsongens sista match efter en katastrofal insats. Mets förlorade matchen och därmed slutspelsplatsen i sista omgången. Efter säsongen bestämde sig Glavine för att inte utnyttja möjligheten att förlänga kontraktet med Mets.

#### Atlanta Braves igen
Säsongen 2008 återvände Glavine i stället till Atlanta Braves för att avsluta karriären där den började. Han skrev på ett ettårskontrakt värt åtta miljoner dollar. På grund av skador gjorde han dock bara 13 starter för Braves 2008, varav han vann endast två. I februari 2009, då skadeproblemen verkade vara över, skrev han på ett nytt ettårskontrakt med Braves värt 1-4,5 miljoner dollar beroende på hans prestationer under året. I början av juni 2009, efter att ha gjort fyra starter för några av Braves farmarklubbar, fick han dock beskedet att Braves bröt kontraktet.
Den 11 februari 2010 meddelade Glavine officiellt att hans spelarkarriär var över.

## Efter karriären
2014 valdes Glavine in i Hall of Fame tillsammans med bland andra sin gamla lagkamrat Greg Maddux och sin gamla tränare Bobby Cox. Detta var första året som det gick att rösta på honom. Han fick 91,9% av rösterna, klart över gränsen på 75%. Den officiella ceremonin hölls i juli 2014.

## Spelstil
Glavines pitchteknik utmärktes av relativt långsamma men välplacerade kast. Han var genom sin karriär även en av de bästa slagmännen och försvarsspelarna på sin position och missade fram till säsongen 2008 aldrig en match på grund av skada.

## Ishockey
Glavine var i unga år även mycket duktig i ishockey och 1984, samma år som han draftades av Atlanta Braves, draftades han även av Los Angeles Kings i den fjärde omgången av NHL-draften, som nummer 69 totalt. Kända spelare som draftades efter honom det året var Brett Hull och Luc Robitaille.